# Préfecture autonome tujia et miao d'Enshi
La préfecture autonome tujia et miao d'Enshi (chinois : 恩施土家族苗族自治州 ; pinyin : Ēnshī tǔjiāzú miáozú Zìzhìzhōu) est une subdivision administrative du sud-ouest de la province du Hubei en Chine, dont le chef-lieu est la ville-district d'Enshi.

## Lieux remarquable
Le rocher papillon (chinois : 蝴蝶岩 ; pinyin : húdié yán) ou falaise papillon, situé sur la rivière Qing, dans les Grandes gorges (大峡谷). On peut prendre des bateaux pour le voir, ainsi que d'autres parties des Grandes gorges, depuis le bourg Jingyang (景阳镇), dans le xian de Jianshi, à une quarantaine de kilomètres à l'Est du centre-ville d'Enshi.
Le centre-ville d'Enshi comporte le palais du Tusi tujia, comportant une longue enceinte fortifiée, un palais, les tours de la cloche et du tambour, un pont en verre, ainsi que différents jardins d'agrément.
Le centre-ville de Xuan'en, présente tous les soirs, sur la rivière Zhongjian, des spectacles de jets d'eau en musique, sur une longueur de 300 mètres et s'élevant jusqu'à 70 mètres de hauteur, ainsi que des promenades en « bateau-dragon » (龙游贡水), comportant des dizaines de radeaux de bambou (竹筏) typiques de la région. La rivière est bordée de divers bâtiments à l'architecture tradionnelle en bois de la région, ainsi que le pont Wenlan (文澜桥), également appelé pont Fengyu (风雨桥) ou encore pont Hua (花桥), grand pont couvert, également typiquement local, dans le style de la minorité Dong, duquel coule une cascade.

## Culture et religions
La préfecture était pendant une partie les périodes impériales partiellement administrée par le Tusi tujia (土家族土司), un tusi dont le palais était situé dans la ville-district d'Enshi.
Elle comporte 27 minorités ethniques, parmi lesquelles les plus importantes sont les Tujias, les Miaos et les Dongs
Elle est le siège d'un évêché catholique.

## Subdivisions administratives
La préfecture autonome tujia et miao d'Enshi exerce sa juridiction sur huit subdivisions - deux villes-districts et six xian :
- la ville-district d'Enshi — 恩施市, Ēnshī Shì ;
- la ville-district de Lichuan — 利川市, Lìchuān Shì ;
- le Xian de Jianshi — 建始县, Jiànshǐ Xiàn ;
- le Xian de Badong — 巴东县, Bādōng Xiàn ;
- le Xian de Xuan'en — 宣恩县, Xuān'ēn Xiàn ;
- le Xian de Xianfeng — 咸丰县, Xiánfēng Xiàn ;
- le Xian de Laifeng — 来凤县, Láifèng Xiàn ;
- le Xian de Hefeng — 鹤峰县, Hèfēng Xiàn.

## Transports
Les liaisons aériennes de la préfecture est desservie par l'Aéroport d'Enshi Xujiaping (code IATA : ENH • code OACI : ZHES).
La gare d'Enshi (恩施站) est une gare ferroviaire la reliant à Pékin et Canton, par une ligne à grande vitesse.